# قرة قية (ورزقان)
قرة قية هي قرية في مقاطعة ورزقان، إيران. عدد سكان هذه القرية هو 54 في سنة 2006.